# Orquestra Mozart de Viena
A Orquestra Mozart de Viena é uma orquestra composta por trinta músicos fundada em 1986. A orquestra sempre foi colaborada por solistas e membros da Filarmônica de Viena e da Sinfônica de Viena. Cantores da Ópera Estatal de Viena e da Ópera das Pessoas de Viena apresentam-se com a orquestra.